# Wadborough
Wadborough est une localité anglaise située dans le comté du Worcestershire et la région des Midlands de l'Ouest.